# Truncatella
Truncatella Risso, 1826 è un genere di molluschi gasteropodi della sottoclasse Caenogastropoda.

## Descrizione
Truncatella è un genere di gasteropode della famiglia Truncatellidae che contiene specie sia marine che terrestri.
Hanno conchiglie piccole, raramente superiori a 10 mm di lunghezza, di forma cilindrica, troncata nelle specie adulte. La conchiglia ha molti vortici, ma la parte apicale di questi si perde quando l'animale diventa adulto (questa caratteristica "troncatura" determina il nome del genere). La scultura, quando presente, è costituita da coste assiali piuttosto forti che possono estendersi da sutura a sutura o scomparire alla periferia della spirale. In poche specie o membri di una singola specie questa scultura può essere del tutto assente. Opercolo paucispirale con o senza una sottile piastra accessoria di calcio sulla sua superficie esterna. I membri del genere Truncatella sono molluschi prosobranchiati con i sessi separati. Si nutrono di detriti vegetali e alghe.
I membri del genere Truncatella hanno una distribuzione ampia e sono per lo più presenti nelle regioni tropicali e subtropicali del pianeta, sia in ambienti marini (zona intercotidale) che terrestri. La specie terrestri sono limitate a Trinidad, Barbados e alcune isole del Pacifico.
La specie di Truncatella presente nelle Barbados può essere considerata la specie animale più recente ad evolversi completamente in ambiente terrestre. Questo in quanto le Barbados sono emerse sopra il livello del mare solo circa un milione di anni fa. Entro la metà del Cenozoico, i truncatellidi avevano tratti che consentivano loro di colonizzare la terra in ambienti tettonici appropriati. Tendenze parallele nell'evoluzione del carattere si sono verificate nei lignaggi terrestri. Nelle radiazioni terrestri più vecchie, gli stati di carattere di transizione verrebbero probabilmente persi, consentendo potenzialmente al parallelismo di confondere l'analisi filogenetica dei caratteri morfologici.

## Tassonomia

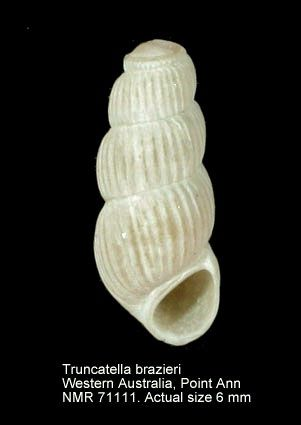
Truncatella brazieri

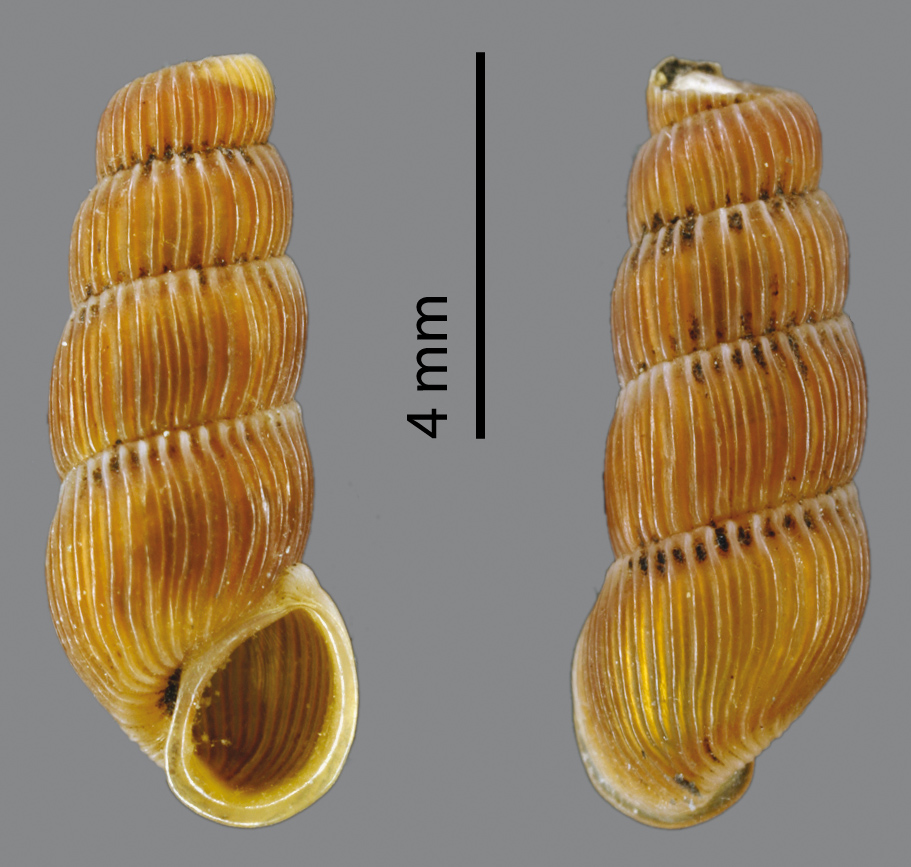
Truncatella guerinii

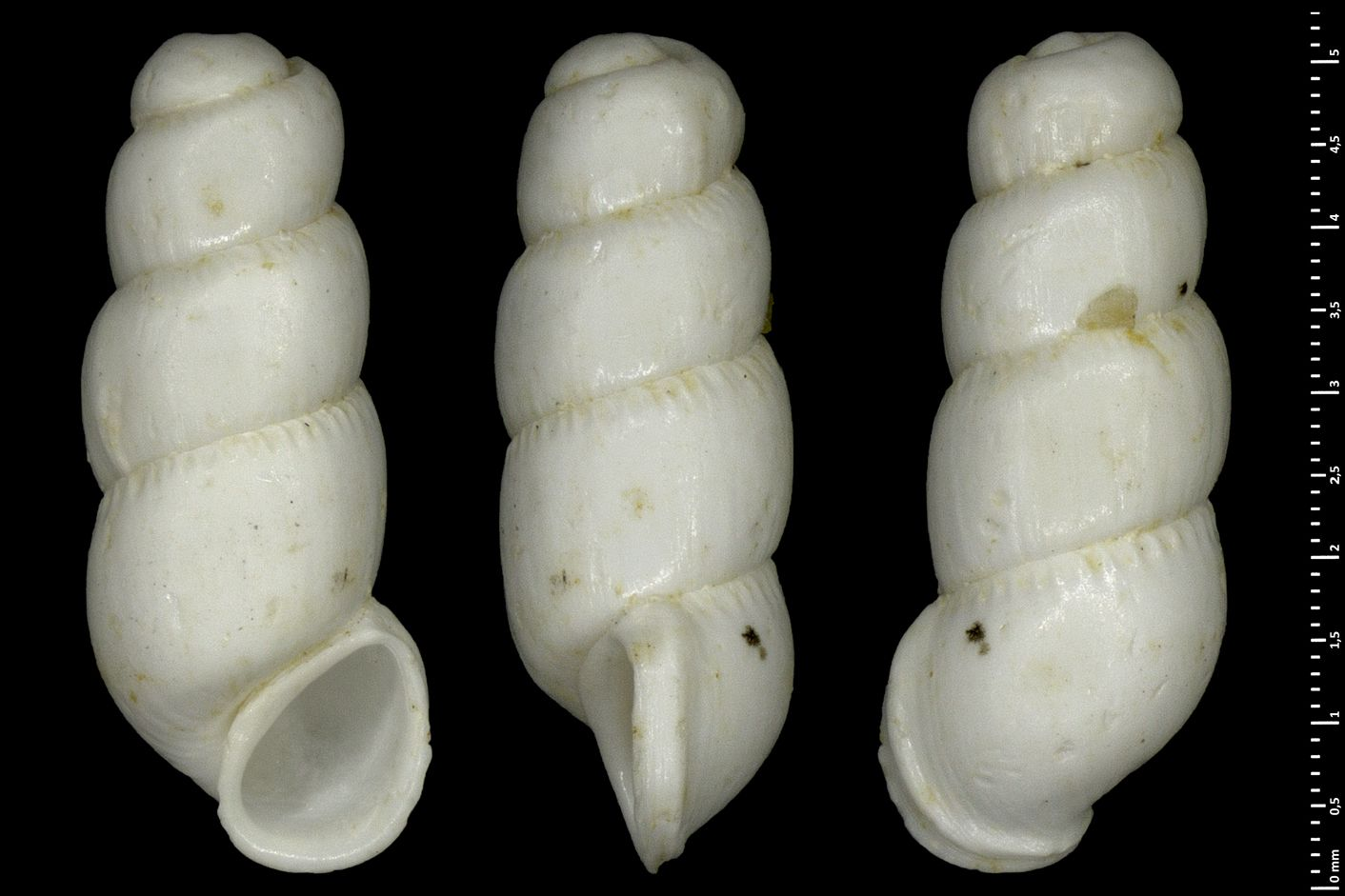
Truncatella hermitei

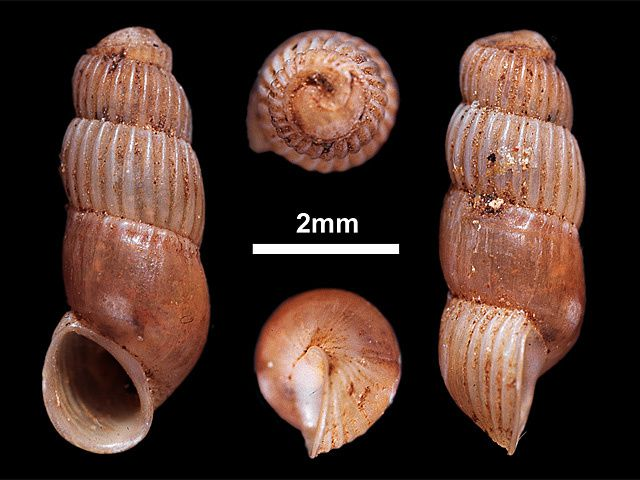
Truncatella marginata

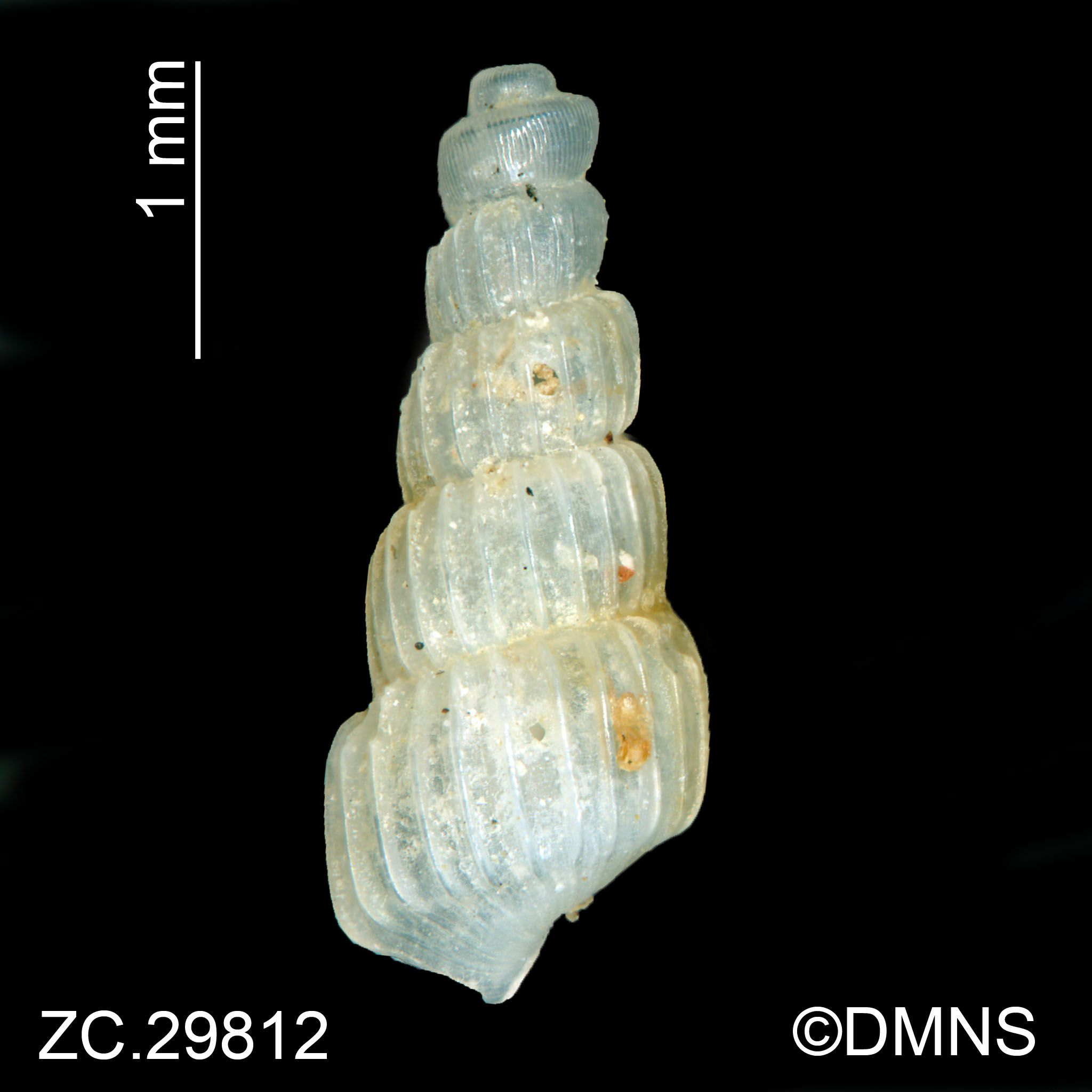
Truncatella pfeifferi

Il genere Truncatella è stato definito nel 1826 dal naturalista italiano Antonio Risso per la specie tipo Truncatella costulata, oggi conosciuta come sinonimo di Truncatella subcylindrica.
Secondo quanto riconosciuto dal WoRMS, il genere risulta composto da 36 specie di cui dieci fossili:
- Specie † Truncatella arcicostata Wang, 1982
- Specie Truncatella avenacea Garrett, 1887
- Specie Truncatella bairdiana C. B. Adams, 1852
- Specie Truncatella brazieri Cox, 1868
- Specie Truncatella californica Pfeiffer, 1857
- Specie Truncatella caribaeensis Reeve, 1842
- Specie Truncatella clathrus R. T. Lowe, 1832
- Specie † Truncatella crassolabia Pan, 1982
- Specie Truncatella diaphana Gassies, 1869
- Specie Truncatella granum Garrett, 1872
- Specie Truncatella guerinii A. Villa & J. Villa, 1841
- Specie † Truncatella hermitei Bardin, 1879
- Specie Truncatella kiusiuensis Pilsbry, 1902
- Specie Truncatella marginata Küster, 1855
- Specie † Truncatella maxima Yu & Lee, 1983
- Specie † Truncatella obliqua Pan, 1982
- Specie Truncatella obscura Morelet, 1881
- Specie Truncatella pellucida Dohrn, 1860
- Specie Truncatella pfeifferi Martens, 1860
- Specie Truncatella pulchella L. Pfeiffer, 1839
- Specie Truncatella quadrasi Möllendorff, 1893
- Specie † Truncatella rabora Pan, 1982
- Specie Truncatella reclusa (Guppy, 1871)
- Specie Truncatella rostrata Gould, 1847
- Specie Truncatella rustica Mousson, 1865
- Specie † Truncatella sanshuiensis Yü & Zhang, 1982
- Specie Truncatella scalarina Cox, 1867
- Specie Truncatella scalaris (Michaud, 1830)
- Specie Truncatella semicostulata Jickeli, 1874
- Specie Truncatella stimpsonii Stearns, 1872
- Specie Truncatella subcylindrica (Linnaeus, 1767)
- Specie Truncatella thaanumi Clench & R. D. Turner, 1948
- Specie Truncatella vincentiana Cotton, 1942
- Specie † Truncatella wattebledi Benoist, 1878
- Specie † Truncatella weixianensis Youluo, 1978
- Specie † Truncatella xuanchengensis Pan, 1982